# أثر جائحة فيروس كورونا على الحمل
تأثير عدوى مرض فيروس كورونا 2019 على الحمل، لا تزال غيرُ معروفة حتى اليوم ويُعزى سبب ذلك إلى عدم توافر بيانات موثوقة يمكن الاعتماد عليها. أظهرت النتائج التي تم الوصول إليها عبر عينة دراسية صغيرة تم إجراؤها في الصين أنّ الأعراض السريرية للالتهاب الرئوي كوفيد-19 لدى النساء الحوامل كانت مماثلة لتلك الأعراض التي تم الإبلاغ عنها لدى النساء غير الحوامل. لا تتوفر حتى الآن أيةُ أدلّة عن الانتقال الرأسي لفيروس كوفيد-19 من الأمّ إلى الطفلِ في أواخر الحمل. وَ ثمّة هنالك شكوك وتنبؤات بنيت اعتمادا على العدوى المماثلة لفيروس كورونا (كوفيد-19) مثل عدوى السارس ومتلازمة الشرق الأوسط التنفسية تشير إلى أن النساء الحوامل هنّ أكثر عُرضة لخطر الإصابة بهذه العدوى.
لا توجد بيانات تشير إلى خطر الإجهاض وفقدان الحمل بسبب كوفيد-19، ولا تظهر الدراسات التي أجريت على متلازمة الشرق الأوسط التنفسية ومتلازمة تنفسية حادة الوخيمة وجود أي علاقة بين العدوى والإجهاض أو إجهاض تلقائي.
من غير الواضح حتى الآن ما إذا كانت الأمراض الناشئة أثناء الحمل بما في ذلك مرض السكري أو قصور القلب أو فرط التخثر أو ارتفاع ضغط الدم قد تكون عوامل خطر إضافية للحوامل كما هي بالنسبة للأشخاص غير الحوامل. ومن البيانات المحدودة المتاحة، ربما لا يحدث انتقال من الأم إلى طفلها خلال الإجهاض التلقائي، أو قد يحدث بشكل نادر جدًا. حتى الآن لا تتوفر بيانات عن الحمل المبكر.

## أبحاث حول كوفيد-19 أثناء الحمل
أظهرت دراسة أجريت على 9 نساء حوامل أُصبن بالعدوى في فترة الثلث الثالث من الحمل في مدينة ووهان، الصين، ظهور أعراض حُمّى لدى ست حالات من أصل تسعة، وآلامٍ في العضلاتِ لدى ثلاثِ حالاتٍ، والتهابًا في الحلقِ عند حالتين اثنتين، والشعور بالتَوَعُّك لدى حالتين اثنتين، كما تم الإبلاغ عن وجود ضائقة جنينية لدى حالتين. كانت جميع حالات الإصابة هذه متوسطة وطفيفة ولم تتطور إلى حالات حرجة، حيث أتممن حملهنّ وقُمن بوضع جميع مواليدهن أحياء يرزقون دون ملاحظة أية أعراضِ اختناقٍ أو صعوباتٍ في التنفّسِ لدى المواليدِ الجُدد. وتم إجراء اختبارات على عيناتٍ من حليبِ الأمهاتِ وكذلك عينات للسائل السلوي (الأمنيوسي) وعينات من دم الحبل السري ومسحات حلق للمواليد للكشف عن إصابات كوفيد-19، حيث كانت جميع النتائج سلبية بمعنى آخر عدم وجود عدوى. ومع ذلك، تعتبر هذه الدراسة صغيرة جدا لاتكفي لبناء استنتاجات ذات استدلالاتٍ قويةٍ حول طبيعةِ عَدوى فَيروس كورونا (كوفيد-19) أثناء الحمل. وأشارت تقارير إعلامية إلى وجود أكثر من 100 من النساء الحوامل كُنّ قد أُصِبنَ بعَدوى فَيروس كورونا (كوفيد-19) أثناء الحمل وقمن بالولادة أيضا، دون الإبلاغ عن وجود حالات وفاة نفاسية حتى تاريخ آذار/مارس 2020. وقد تبين وجودُ عَدوى فَيروس كورونا (كوفيد-19) لدى اثنين فقط من المواليد حديثي الولادة، وعلى الارجح أن هذه العدوى كانت قد انتقلت في فترة ما بعد الولادة.

### التأثير على المخاض
هناك بيانات محدودة بشأن آثار عدوى كوفيد-19 على المخاض. القريشي وآخرون. ذكر أن الإصابة بكوفيد-19 أثناء الحمل قد يزيد من خطر المخاض قبل الأوان. تعتبر الولادة المبكرة نتيجة رئيسية للالتهاب الرئوي كوفيد-19 أثناء الحمل. وجدت دراسة UKOSS أن متوسط عمر الحمل عند الولادة كان 38 أسبوعًا وأن 27% من النساء اللواتي تمت دراستهن كانت لديهن ولادات مبكرة. معظم هذه التدخلات (47%) تم تقديمها بسبب المخاطر على صحة الأم و 15% بسبب المخاطر على الجنين.

### التأثير على الجنين
لا تُوجد حاليًا بيانات تشير إلى زيادة خطر الإجهاض أو فقدان الحمل المبكر فيما يتعلق بكوفيد-19.

### انتقال
أشارت الدراسات المبكرة إلى عدم وجود دليل على الانْتِقال العمودي للكوفيد-19 من الأم إلى الطفل في أواخر الحمل ولكن التقارير الأحدث تشير إلى أن الانتقال العمودي قد يحدث في بعض الحالات.
وجدت الأبحاث المبكرة أن اثنين من حديثي الولادة مصابون بكوفيد-19 ولكن اعتبر أن انتقال العدوى من المرجح أن يحدث في فترة ما بعد الولادة.

## التوقعات
من المرجح أن يكون تأثير عَدوى فَيروس كورونا (كوفيد-19) على الحمل مشابهًا لتأثير فيروس سارس وفيروس كورونا المرتبط بمتلازمة الشرق الأوسط التنفسية. وخلال فترة جائحة فيروس سارس في آذار 2002 تم إجراء دراسات شملت 12 امرأة مصابة بعدوى فيروس سارس. حيث أجهضت أربعة سيدات من أصل سبعة في الثلث الأول من الحمل، وحالاتان من أصل خمسة تم الكشف فيها نموٍ مُقيدٍ للأجنةِ في فترة الثلث الثاني من الحمل، وأربعة ولادات مبكرة من أصل خمس حالات. و ثلاث نساءٍ قَضينَ أثناء الحمل، دون وجود أية عدوى بفيروس سارس عند المواليد الجُدد. كما أظهر تقرير عن عشر حالات إصابة بفيروس كورونا المرتبط بمتلازمة الشرق الأوسط التنفسية أثناء الحمل في المملكة العربية السعودية أن الأعراض السريرية غير ثابتة، وتراوحت بين العدوى الخفيفة إلى العدوى الشديدة. كما كانت النتائج مُبشرة في أغلب هذه الحالاتِ، إلّا أنّ معدل وفيات الرُّضَعِ حديثي الولادة شَكَّل ما نسبته 27٪.

## التوصيات
تنصح مراكز مكافحة الأمراض واتقائها في الولايات المتحدة النساء الحوامل بالقيام بنفس الواجبات المترتبة على الأشخاص الطبيعين لتجنب العدوى، مثل تغطية الفم أثناء السعال، وتجنب الاختلاط مع المرضى المصابين، وتنظيف اليدين بالماء والصابون أو معقمات الأيدي. كما أنه من الممكن إجراء الولادة بشكل طبيعي (ولادة طبيعية) في حال عدم وجودِ أيّ موانعَ أُخرى.